# Kouaoua
Kouaoua é uma comuna da Nova Caledônia. A comuna é uma região ultramarina do território da França no Oceano Pacífico. Na região, ocorre mineração de níquel.
A comuna de Kouaoua foi criada em 25 de abril de 1995, separando o território da comuna de Canala.